# Anna Scheibler
Anna Scheibler z domu Werner, herbu Miron, także: Anna z Wernerów Scheiblerowa (ur. 22 listopada 1835 w Ozorkowie, zm. 6 stycznia 1921 w Lućmierzu) – fabrykantka, inwestorka, filantropka, wielokrotnie nagradzana pasjonatka ogrodnictwa.

## Życiorys
Była jednym z dwanaściorga dzieci Wilhelma Wernera (1794–1842), właściciela farbiarni w Strzeblewie i cukrowni w Leśmierzu oraz córką jego drugiej żony – Matyldy Reitzenstein z Łomży. Pochodziła ze spolonizowanej rodziny, przybyłej na polskie ziemie w XVIII w. z Saksonii.
Istnieją 2 hipotezy związane z uzyskaniem przez rodzinę Wernerów herbu Miron, pierwsza z nich związana jest z prapradziadem Anny – Krzysztofem Józefem, ur. w Skwierzynie w 1718 roku. Dzięki namalowaniu portretu Stanisława Augusta Poniatowskiego w stroju koronacyjnym miał uzyskać herb Miron. Zaś wg kroniki rodzinnej Wernerów, sporządzonej przez Stanisława Wernera, herb miała nadać Heroldia Królestwa Polskiego Franciszkowi Ferdynandowi Wernerowi – warszawskiemu farmaceucie, bratu ojca Anny Scheibler.
W 1854 roku została żoną łódzkiego fabrykanta Karola Scheiblera (1820–1881). Jej posag w znacznym stopniu przyczynił się do powstania imperium fabrycznego Scheiblerów, stanowił około 60% majątku w chwili zawarcia małżeństwa. Po śmierci męża była głównym udziałowcem Towarzystwa Akcyjnego Manufaktur Bawełnianych Karola Scheiblera, niemniej była przede wszystkim reprezentowana przez syna na walnych zgromadzeniach, co pozwoliło mu na faktyczne zarządzanie Towarzystwem Akcyjnym. Posiadała Kamienicę Erfosa w Warszawie. Do pałacu Scheiblerów zapraszała artystów, w tym Henryka Sienkiewicza i Henryka Siemiradzkiego, których gościła 28 września 1901 roku.

### Życie prywatne
Z małżeństwa zawartego 6 września 1854 roku z Karolem Scheiblerem miała siedmioro dzieci:
- Matyldę Zofię (1856–1939) – mąż: Edward Herbst, dyrektor naczelny w firmie Scheiblera,
- Adelę Marię (1859–1933) – mąż: fabrykant Adolf Gustaw Buchholtz (zm. tragicznie w końcu 1903 lub na pocz. 1904[14][15]),
- Emmę Paulinę (1860–1942[16]) – mąż: Georg von Kramsta,
- Karola Wilhelma jr. vel Karola Wilhelma II[17] (1862–1935) – żona: Anna Julia Melania (1864–1945), córka Ludwika Grohmana,
- Leopolda (1866–1873),
- Emila Eugeniusza (1870–1923),
- Feliksa Emila Karola (1874–1882).

## Inicjatywy
Najważniejsze inicjatywy Anny Scheibler:
- utworzenie przy Pałacu Scheiblerów w latach 60. XIX wieku ogrodu autorstwa berlińskiej firmy Ludwiga Spätha, stanowiącego część Parku Źródliska, (najstarszego parku w Łodzi)[10],
- utworzenie w 1884 roku szpitala św. Anny (współcześnie III Szpital Miejski im. dr. Karola Jonschera w Łodzi)[2][18],
- budowa i sfinansowanie kaplicy Scheiblera powstałej w 1888 r. dla zmarłego męża. Spoczywa w niej ona sama, jak i niektóre z ich dzieci[2][19].
- wraz z zięciem Edwardem Herbstem przekazanie 20 000 rubli na budowę kościoła św. Mateusza w Łodzi[2],
- fundatorka ochronki dla dzieci robotników powstałej w 1912 r. przy ul. Targowej 65[2],
- twórczyni funduszu wieczystego w 1920 r., na zapomogi dla robotników scheiblerowskich zakładów niezdolnych do pracy i pozbawionych środków do życia, a także wdów i sierot po robotnikach[2].